# Marica
Marica  è un nome proprio di persona italiano femminile.

## Varianti
- Femminili: Marika[2]

### Varianti in altre lingue
- Ceco: Marika[3]
- Croato: Marica[4]
- Estone: Marika[3], Maarika[5]
- Finlandese: Marika[3], Maarika[5]
- Greco moderno: Μαρικα (Marika)[3]
- Latino: Marica[1]
- Olandese: Marike[6], Marijke[7], Marieke
- Polacco: Marika[3]
- Slovacco: Marika[3]
- Sloveno: Marica[4]
- Ungherese: Marica[4], Marika[3]

## Origine e diffusione
Si tratta di un diminutivo perlopiù slavo meridionale e occidentale del nome Maria.
Un nome omografo è presente anche nella mitologia romana, dove Marica (pronunciato "Marìca") era una ninfa, moglie di Fauno, madre di Latino e nonna di Lavinia; il nome di tale personaggio ha però un'origine diversa, col significato di "palustre", essendo derivato da marish, "palude" (dalla radice proto-germanica mari, "mare", da cui anche l'inglese marsh, sempre "palude", "acquitrino").
In Spagna, insieme con il nome Urraca, "Marica" era anticamente usato per indicare le gazze ladre, nonché come nomignolo per donne molto ciarliere.

## Onomastico
Non ci sono sante con questo nome, che è quindi adespota. Si può festeggiare l'onomastico il 1º novembre per la ricorrenza di Ognissanti, oppure lo stesso giorno del nome Maria.

## Persone
- Marica Coco, attrice italiana

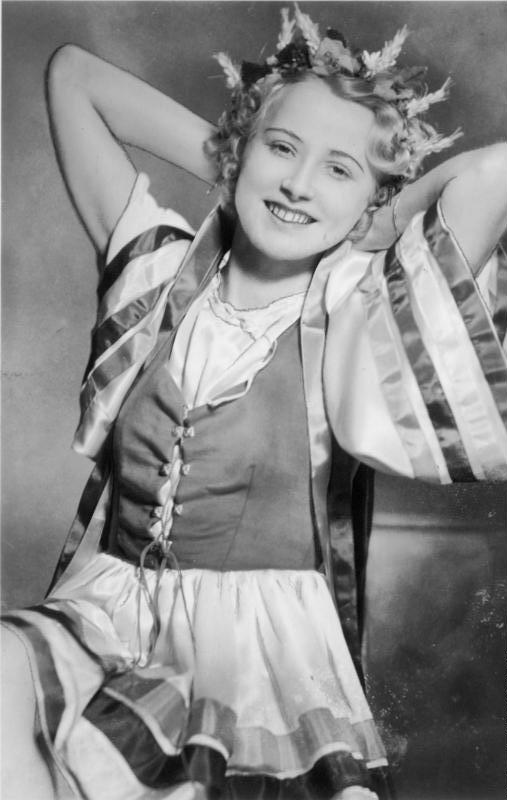
Marika Rökk

- Marica Larocchi, poetessa, saggista e traduttrice italiana

### Variante Marika
- Marika, cantante polacca
- Marika Bianchini, pallavolista italiana
- Marika Domińczyk, attrice polacca naturalizzata statunitense
- Marika Lagercrantz, attrice svedese
- Marika Rökk, attrice, ballerina e cantante ungherese naturalizzata tedesca
- Marika Serafin, pallavolista italiana

### Variante Maarika
- Maarika Võsu, schermitrice estone

## Il nome nelle arti
- Marica protagonista della serie televisiva italiana Sirene.
- Marika è una dei protagonisti del romanzo La donna giusta di Sándor Márai.
- Marika Love è un personaggio della miniserie televisiva Maccioverse.